# Адренохром
Адренохром хімічна сполука з молекулярною формулою {\displaystyle {\ce {C9H9NO3}}}, що утворюється шляхом окиснення адреналіну.

## Хімічний синтез
В організмі адренохром синтезується шляхом окиснення адреналіну. В лабораторних умовах в якості окислювача використовують оксид срібла ({\displaystyle {\ce {Ag2O}}}). Наявність адренохрому в розчині визначається рожевим кольором. Колір тьмяніє до коричневого під дією полімеризаціЇ.

## Вплив на мозок
Після проведення невеликих досліджень в 1950-х та 1960-х роках, повідомлялось, що адренохром викликає психічні реакції такі як розлад мислення, дереалізація, ейфорія. В 1952 році дослідники Абрам Гоффер та Гамфрі Осмонд заявили, що адренохром — нейротоксична, психотропна речовина, яка може відігравати роль при захворюваннях шизофренією та інших розладах психіки. «Адренохромна гіпотеза» дослідників припускала, що завдяки споживанню великих доз вітаміну С та нікотинової кислоти можливо лікувати шизофренію шляхом зниження кількості адренохрому в мозку людини. Лікування таким методом на деякий час набуло широкої практики. Однак в 1973 році Американська психіатрична асоціація спростувала будь-які поліпшення в лікуванні шизофренії цим методом. . Сучасні дослідження також не підтвердили ефективність методу.

## В сучасній культурі
- Автор Гантер Томпсон згадував адренохром у своїй книзі «Страх і відраза в Лас-Вегасі». Сцена з адренохромом також присутня в екранізації роману.
- Adrenochrome (Адренохром) — назва пісні, випущеної в 1982 році англійським гуртом The Sisters of Mercy.

- В романі 1962 року Ентоні Берджеса «Механічний апельсин» складником наркотичного молочного коктейлю «Молоко Плюс», що подавався в барі «Korova Milk Bar», був дренхром, що є похідним від адренохром.
- Адренохром згадується в 14-му епізоді, 3-го сезону серіалу «Бійтеся ходячих мерців».
- «Адренохром» — назва фільму 2017 року режисера Тревора Сіммса.[8][9]
- Адренохром є чинником багатьох теорій змов, що виникли на тлі пандемії COVID-19 в 2020 році.
- В альбомі «ВОВК» виконавиці Структура Щастя є пісня під назвою «Адренохром».[10]